# Pierluigi Benedettini
Pierluigi Benedettini (Murata, 18 agosto 1961) è un ex calciatore sammarinese, di ruolo portiere.

## Carriera

### Club
Dal 1981 al 1995 gioca per il San Marino.

### Nazionale
Con la maglia del San Marino disputa tra il 1990 e il 1995 25 partite partecipando anche alla qualificazione al mondiale del 1994.